# Вилхелм фон Вирнебург
Вилхелм фон Вирнебург (на немски: Wilhelm, Graf von Virneburg; * пр. 1435; † между 11 май 1468 и 22 януари 1469) е граф на Вирнебург (1444 – 1469) и господар на Фалкенщайн, Петерсхайм и Шьонберг.
Той е вторият син на граф Филип фон Вирнебург († 1443) и съпругата му графиня Катарина фон Зафенберг († сл. 1474), наследничка на части от Нойенар, Зафенберг и Гелсдорф, дъщеря на граф Вилхелм фон Зафенберг-Нойенар († 1419/1426) и Матилда фон Райфершайт († 1426/1451).
Брат е на граф Рупрехт VI фон Вирнебург-Нойенар († 1459), на Агнес фон Вирнебург (пр. 1445 – 1478), омъжена на 19 ноември 1454 г. за граф Фридрих фон Вид († 1487), на Мехтилд фон Вирнебург († 9 април 1483), омъжена на 16 юни 1449 г. за Куно I фон Лайнинген-Вестербург (1425 – 1459), и на Маргарета фон Вирнебург († сл. 1419), абатиса на Св. Цецилия в Кьолн.
През 1445 г. Вилхелм и брат му Рупрехт VI поделят собствеността на баща им. Рупрехт получава графството Вирнебург, Зафенберг, Нойенар, Монреал, Гелсдорф и Пелентц. Вилхелм получава Фалкенщайн, Петерсхайм и Шьонберг.

## Фамилия
Вилхелм се жени на 20 юли 1446 г. за Франциска фон Родемахерн (* ок. 1445; † 27 февруари 1483), дъщеря на Йохан III фон Родемахерн, господар на Родемахерн († 1 октомври 1439) и Ирмгард фон Болхен († сл. 1433), дъщеря на Герхард фон Болхен-Узелдинген († 1416) и Мехтилд фон Кроненберг († 1410). Те имат шест деца:
- Мехтилд фон Вирнебург († сл. 1508), графиня на Вирнебург (1485/95 – 1501/6), омъжена на 28 май 1476 г. за граф Куно I фон Мандершайд, господар на Кроненбург-Нойербург (* 1444; † 24 юли 1489)
- Маргарета фон Вирнебург, омъжена на 21 май 1456 г. за граф Мелхиор фон Даун-Оберщайн (* 1445; † 1 септември 1517)
- Георг († между 31 юли 1486 – 17 януари 1488), граф на Вирнебург (1469 – 1485), граф в Кроненбург, женен за Мари дьо Крой (* ок. 1438)
- Вилхелм († юли 1487), граф в Кроненбург и Нойербург, домхер в Кьолн 1466 г., домхер в Трир 1475 г.
- Ирмгард фон Вирнебург († сл. 1456)
- Анна фон Вирнебург († сл. 1483), монахиня в манастир Енгелтал в Бон